# Daniel André
Jean Daniel André (* 12. September 1965 auf Rodrigues; † 22. September 2022 in Citronnelle, Rodrigues) war ein mauritischer Leichtathlet.

## Leben
Daniel André besuchte die St. Andrew’s School in Beau Bassin-Rose Hill und war zunächst als Fußballspieler und Judoka aktiv. 1983 wechselte er zur Leichtathletik und stellte bereits im Folgejahr nationale Rekorde über 200 und 400 Meter auf. Als Mauritius in Los Angeles 1984 erstmals an Olympischen Spielen teilnahm, wurde André als einer von vier Athleten nominiert. Dort ging er über 100, 200 und 400 Meter an den Start. 1985 nahm er als erster Athlet von Rodrigues an den Indian Ocean Island Games teil und konnte zwei Silber und einmal Bronze gewinnen. 1992 wurde er schließlich Trainer und später Trainerausbilder bei der IAAF.
Wenige Tage nach seinem 57. Geburtstag starb André in seinem Haus in Citronnelle an einem Herzinfarkt.